# Boca de Pozo
Pour les articles homonymes, voir Boca.
Boca de Pozo est la capitale de la paroisse civile de San Francisco de la municipalité de Península de Macanao dans l'État de Nueva Esparta au Venezuela.